# Borca di Cadore
Borca di Cadore là một đô thị ở tỉnh Belluno trong vùng Veneto, có vị trí cách khoảng 110 km về phía bắc của Venice và khoảng 35 km về phía bắc của Belluno. Tại thời điểm ngày 31 tháng 12 năm 2004, đô thị này có dân số 820 và diện tích 27 km².
Đô thị Borca di Cadore có các frazione (subdivision) Villanova di Borca di Cadore. Ciancia is populated by no more than a hundred people.
Borca di Cadore giáp các đô thị: Calalzo di Cadore, San Vito di Cadore, Selva di Cadore, Vodo Cadore, Zoldo Alto.